# Clermont-Savès
Clermont-Savès är en kommun i departementet Gers i regionen Occitanien i sydvästra Frankrike. Kommunen ligger i kantonen L'Isle-Jourdain som tillhör arrondissementet Auch. År 2022 hade Clermont-Savès 402 invånare.

## Befolkningsutveckling
Antalet invånare i kommunen Clermont-Savès
Referens:INSEE